# Desktop Light Linux
DeLi Linux (Desktop Light Linux) – biurkowa dystrybucja Linuksa, specjalnie zaprojektowana z myślą o starych, powolnych komputerach osobistych.
Minimalne wymagania dystrybucji to system z procesorem 486, posiadający od 8 do 32 MB pamięci RAM. Aby sprostać tak niskim wymaganiom, dystrybucja korzysta z oszczędnego menedżera okien IceWM oraz zestawu programów, które odznaczają się niskim zapotrzebowaniem zasobów komputera. DeLi Linux nie jest oparty na żadnym innym Linuksie, ale używa kilku narzędzi z dystrybucji Slackware oraz CRUX. Główną zaletą dystrybucji jest jej mały rozmiar. Obraz iso zajmuje jedynie ok. 252 MB.

## Historia wydań
| Wersja | Data                 |
| ------ | -------------------- |
| 0.1    | 2 listopada 2002     |
| 0.2    | 19 marca 2003        |
| 0.3    | 9 lipca 2003         |
| 0.4    | 26 listopada 2003    |
| 0.5    | 16 grudnia 2003      |
| 0.6    | 16 czerwca 2004      |
| 0.6.1  | 9 września 2004      |
| 0.7    | 15 września 2006     |
| 0.7.1  | 17 października 2006 |
| 0.7.2  | 18 września 2007     |
| 0.8.0  | 28 maja 2008         |

## Oprogramowanie w dystrybucji
DeLi Linux posiada bogaty zestaw małego i szybkiego oprogramowania w skład którego wchodzą: 
- menedżery okien - IceWM, Fluxbox
- pakiety biurowe - Siag Office, AbiWord
- przeglądarka internetowa - NetSurf lub Skipstone
- programy pocztowe - Sylpheed, Mutt
- edytory tekstu - elvis, e3